# Departament do spraw Dworu
Departament do spraw Dworu – instytucja zajmująca się obsługą cesarza i innych mieszkańców Zakazanego Miasta za panowania dynastii Qing.
W ostatnich latach istnienia Cesarstwa podlegało mu 7 urzędów (do spraw przechowywania, do spraw straży, protokołu, rachunkowości, hodowli bydła, budownictwa) i 48 wydziałów. Według danych z 1909 zatrudniał 1023 osoby.
Funkcjonował także po upadku monarchii. Liczba jego pracowników w początkowym okresie Republiki wynosiła około 600. W momencie opuszczenia Zakazanego Miasta przez dwór cesarski nadal pracowało w nim około 300 osób.